# Woringen
Woringen település Németországban, azon belül Bajorországban. Lakosainak száma 2200 fő (2023. december 31.).

## Népesség
A település népessége az elmúlt években az alábbi módon változott:
| Lakosok száma | 729  | 1387 | 1320 | 1405 | 1865 | 1904 | 1953 | 2057 | 2213 | 2200 |
|               | 1875 | 1950 | 1975 | 1987 | 2012 | 2014 | 2016 | 2017 | 2021 | 2023 |